# New Horizons
New Horizons (în română Noi Orizonturi) este o sondă spațială lansată de NASA în 19 ianuarie 2006, în cadrul Programului New Frontiers și concepută pentru studierea sistemului Pluton (planetă pitică) - Charon (satelitul acestuia). Nava trebuie să ajungă la destinație (Pluton) în iulie 2015. Trecând de Pluton sonda va cerceta probabil unul din obiectele din centura Kuiper.
Finalizarea misiunii New Horizons este așteptată peste 15-17 ani de la data lansării (aprox. 2021-23). Nava a atins în imediata apropiere a Pământului cea mai mare viteză înregistrată vreodată de către navele spațiale. La momentul intrării în funcțiune a motoarelor, aceasta a fost de 16,21 km/s. Cu toate acestea, viteza actuală a sondei este de 14,95 km/s (iunie 2013), fiind mai mică decât cea a lui Voyager 1, care este de 17,05 km/s (Voyager 1 și-a mărit viteza datorită manevrei de asistență gravitațională, de lângă Saturn).

## Desfășurare misiunii
La 6 decembrie 2014 sonda a fost reconectată, fiind pregătită pentru realizarea misiunii principale, aceasta constând în studiere sistemului Pluton - Charon, precum și a corpurilor din jurul acestuia.
Primele imagini ale sistemului au fost publicate de NASA la 2 februarie 2015. Pluton și satelitul său apar sub forma unor picături albe care au fost realizate la o distanță de 200 milioane de kilometri. Oamenii de știință nu pot să obțină prea multe date din aceste imagini preliminare. Ele au fost realizate în principal pentru a vedea dacă sonda New Horizons este corect poziționată pentru „întâlnirea” ei istorică cu Pluton, care va avea loc peste cinci luni.
La 1 ianuarie 2019, sonda spațială New Horizons a survolat corpul transneptunian (486958) 2014 MU69, care este în mod clar asteroid binar de contact, cu forma unui om de zăpadă.

### Pluton – Charon

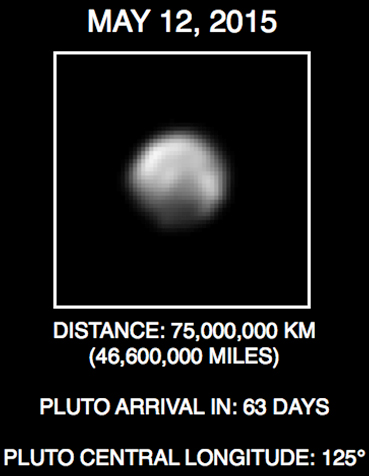
Distanța de la Pământ la Pluto 75 000 000 km

## Galerie

### Cei patru sateliți galileeni

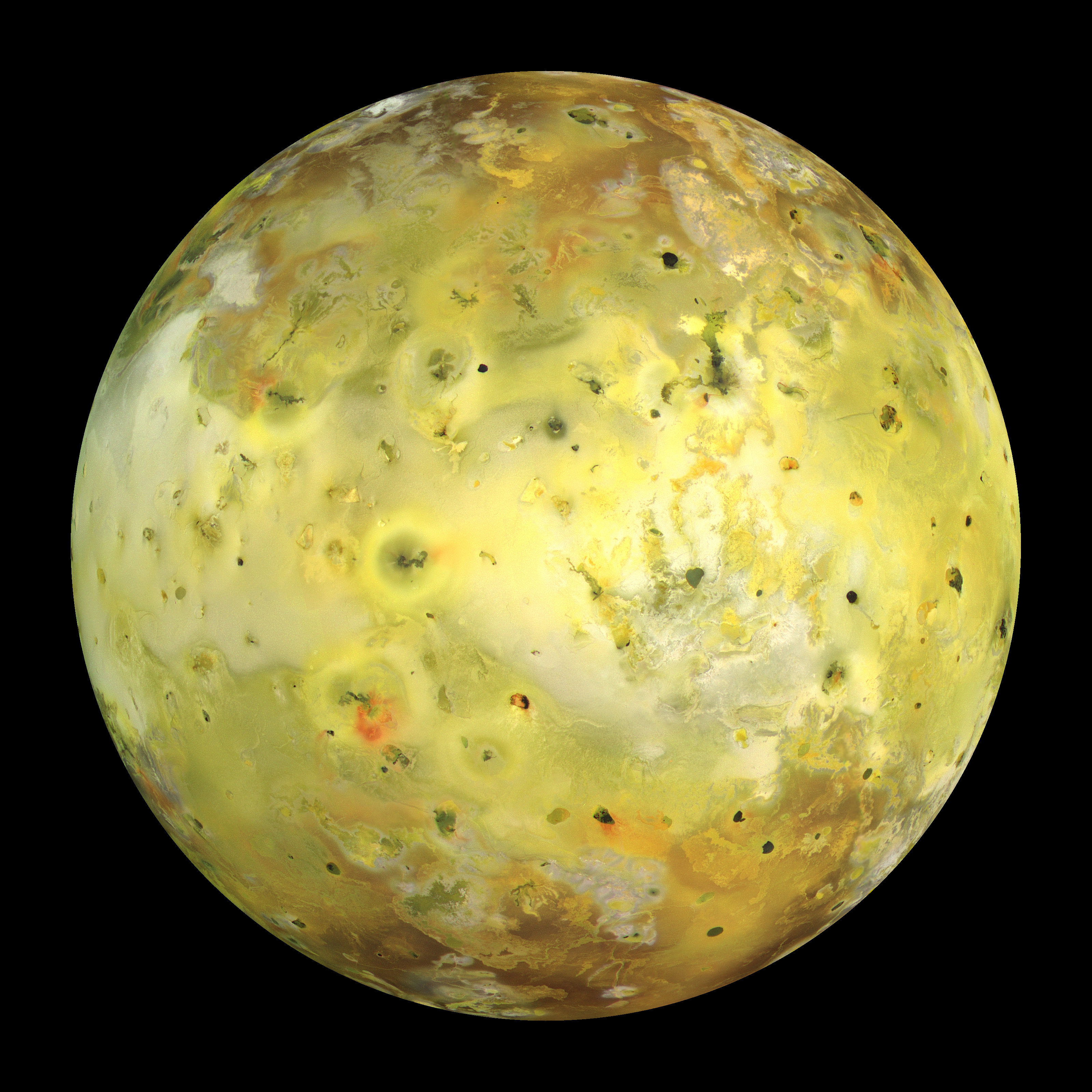
Io

## Legături externe
- Ultimele știri din presa românească despre „New Horizons” la Newskeeper

1. ↑   https://space.skyrocket.de/doc_sdat/new-horizons.htm Lipsește sau este vid: |title= (ajutor)
2. 1 2  Jonathan's Space Report
3. 1 2 3 4 5 6 7   https://www.nasa.gov/mission_pages/newhorizons/spacecraft/index.html, accesat în 17 iunie 2021 Lipsește sau este vid: |title= (ajutor)
4. ↑  „Heavens Above: Spacecraft escaping the Solar System”. Arhivat din original la 8 ianuarie 2010. Accesat în 8 august 2013.
5. ↑  „New Horizons Mission to Pluto”. Arhivat din original la 14 noiembrie 2009. Accesat în 8 august 2013.
6. ↑  A început cea mai mare misiune de explorare
7. ↑  Primele fotografii cu planeta pitică Pluto și cu Charon, satelitul ei natural Accesat la 06.02.2015